# Takuya Sonoda
Takuya Sonoda (Miyazaki, 23 november 1984) is een Japans voetballer.

## Carrière
Takuya Sonoda speelde tussen 2007 en 2011 voor Montedio Yamagata en in het seizoen 2012-2013 bij Ehime FC. Vanaf 1 januari 2014 speelt hij bij Roasso Kumamoto.